# Bryan Rust
Bryan Peter Rust, född 11 maj 1992, är en amerikansk professionell ishockeyspelare som spelar för Pittsburgh Penguins i NHL. 
Han har tidigare spelat på lägre nivå för Wilkes-Barre/Scranton Penguins i AHL och Notre Dame Fighting Irish (University of Notre Dame) i NCAA.
Rust draftades i tredje rundan i 2010 års draft av Pittsburgh Penguins som 80:e spelaren totalt.
Den 26 juni 2018 skrev han på en fyraårig kontraktsförlängning med Penguins till ett värde av 14 miljoner dollar.

## Statistik
| 2005–06     | Detroit Honeybaked Bantam Minor AAA | T1EBMHL     | 28  | 11 | 19 | 30 | 8  | —  | —  | — | —  | —  |
| 2006–07     | Detroit Honeybaked Bantam Minor AAA | T1EBMHL     | 29  | 15 | 28 | 43 | 6  | —  | —  | — | —  | —  |
| 2007–08     | Detroit Honeybaked U16              | T1EHL U16   | 31  | 17 | 28 | 45 | 6  | —  | —  | — | —  | —  |
| 2008–09     | U.S. National U17 Team              |             | 25  | 3  | 4  | 7  | 8  | —  | —  | — | —  | —  |
|             | U.S. National U18 Team              | NAHL        | 42  | 6  | 9  | 15 | 18 | 9  | 0  | 2 | 2  | 4  |
| 2009–10     | USNTDP Juniors                      | USHL        | 27  | 10 | 13 | 23 | 6  | —  | —  | — | —  | —  |
|             | U.S. National U17 Team              |             | 1   | 0  | 0  | 0  | 0  | —  | —  | — | —  | —  |
|             | U.S. National U18 Team              |             | 65  | 26 | 26 | 52 | 24 | —  | —  | — | —  | —  |
| 2010–11     | Notre Dame Fighting Irish           | NCAA        | 40  | 6  | 13 | 19 | 4  | —  | —  | — | —  | —  |
| 2011–12     | Notre Dame Fighting Irish           | NCAA        | 40  | 5  | 6  | 11 | 14 | —  | —  | — | —  | —  |
| 2012–13     | Notre Dame Fighting Irish           | NCAA        | 41  | 15 | 19 | 34 | 4  | —  | —  | — | —  | —  |
| 2013–14     | Notre Dame Fighting Irish           | NCAA        | 40  | 17 | 16 | 33 | 12 | —  | —  | — | —  | —  |
|             | Wilkes-Barre/Scranton Penguins      | AHL         | 2   | 0  | 0  | 0  | 0  | 1  | 0  | 0 | 0  | 0  |
| 2014–15     | Pittsburgh Penguins                 | NHL         | 1   | 0  | 0  | 0  | 4  | —  | —  | — | —  | —  |
|             | Wilkes-Barre/Scranton Penguins      | AHL         | 45  | 13 | 14 | 27 | 14 | 3  | 2  | 0 | 2  | 0  |
| 2015–16     | Pittsburgh Penguins                 | NHL         | 41  | 4  | 7  | 11 | 12 | 23 | 6  | 3 | 9  | 6  |
|             | Wilkes-Barre/Scranton Penguins      | AHL         | 16  | 3  | 3  | 6  | 2  | —  | —  | — | —  | —  |
| 2016–17     | Pittsburgh Penguins                 | NHL         | 57  | 15 | 13 | 28 | 8  | 23 | 7  | 2 | 9  | 10 |
| 2017–18     | Pittsburgh Penguins                 | NHL         | 69  | 13 | 25 | 38 | 26 | 12 | 3  | 0 | 3  | 4  |
| 2018–19     | Pittsburgh Penguins                 | NHL         | —   | —  | —  | —  | —  | —  | —  | — | —  | —  |
| NHL totalt  | NHL totalt                          | NHL totalt  | 181 | 33 | 46 | 79 | 50 | 58 | 16 | 5 | 21 | 20 |
| AHL totalt  | AHL totalt                          | AHL totalt  | 63  | 16 | 17 | 33 | 16 | 4  | 2  | 0 | 2  | 10 |
| NCAA totalt | NCAA totalt                         | NCAA totalt | 161 | 43 | 54 | 97 | 34 | —  | —  | — | —  | —  |
| USHL totalt | USHL totalt                         | USHL totalt | 27  | 10 | 13 | 23 | 6  | —  | —  | — | —  | —  |
| NAHL totalt | NAHL totalt                         | NAHL totalt | 42  | 6  | 9  | 15 | 18 | 9  | 0  | 2 | 2  | 4  |